# José da Silva Viegas
José da Silva Viegas (ur. 24 sierpnia 2003 r.) – timorski pływak.
W 2018 r. wziął udział w Mistrzostwach Świata w Pływaniu na krótkim basenie w Hangzhou. Wystartował w konkurencji 50 m stylem dowolnym, gdzie zajął 123. miejsce z czasem 31,72.
W 2019 r. wystąpił na Mistrzostwach Świata w Gwangju w konkurencji 50 m stylem dowolnym. Uzyskał rezultat 29,51 i uplasował się na 126. pozycji.
W 2020 r. pojechał na Igrzyska Olimpijskie do Pjongczangu, gdzie wziął udział w konkurencji 50 m stylem dowolnym. Zajął 72. miejsce z czasem 28,59.
W 2022 r. na Igrzyskach Azji Południowo-Wschodniej w Hanoi wystartował w konkurencjach: 50 m stylem grzbietowym – został zdyskwalifikowany, 50 m stylem dowolnym – 16. miejsce z czasem 28,13 i 100 m stylem dowolnym – 17. miejsce z czasem 1:04,92.